# UFC Fight Night: Ankalaev vs. Walker 2
UFC Fight Night: Ankalaev vs. Walker 2 (conosciuto anche come UFC Fight Night 234, UFC on ESPN+ 92 oppure come UFC on Vegas 84) è stato un evento di arti marziali miste tenuto dalla Ultimate Fighting Championship il 13 gennaio 2024 all'UFC Apex di Las Vegas, negli Stati Uniti.

## Risultati
|                  | Divisione         |                     |                 |                      | Metodo                                   | Round           | Tempo           | Premio          |
| Card Principale  | Card Principale   | Card Principale     | Card Principale | Card Principale      | Card Principale                          | Card Principale | Card Principale | Card Principale |
| ---------------- | ----------------- | ------------------- | --------------- | -------------------- | ---------------------------------------- | --------------- | --------------- | --------------- |
|                  | Pesi mediomassimi | Magomed Ankalaev    | batte           | Johnny Walker        | KO (pugni)                               | 2               | 2:42            | POTN            |
|                  | Pesi leggeri      | Jim Miller          | batte           | Gabriel Benítez      | Sottomissione (face crank)               | 3               | 3:25            | POTN            |
|                  | Pesi gallo        | Mario Bautista      | batte           | Ricky Simón          | Decisione unanime (30–27, 30–27, 29–28)  | 3               | 5:00            |                 |
|                  | Pesi medi         | Brunno Ferreira     | batte           | Phil Hawes           | KO (pugni)                               | 1               | 4:55            | POTN            |
|                  | Pesi massimi      | Waldo Cortes-Acosta | batte           | Andrei Arlovski      | Decisione unanime (29–28, 29–28, 29–28)  | 3               | 5:00            |                 |
| Card Preliminari |                   |                     |                 |                      |                                          |                 |                 |                 |
|                  | Pesi welter       | Preston Parsons     | batte           | Matthew Semelsberger | Decisione unanime (30–27, 30–27, 30–27)  | 3               | 5:00            |                 |
|                  | Pesi gallo        | Marcus McGhee       | batte           | Gastón Bolaños       | KO tecnico (spinning wheel kick e pugni) | 2               | 3:29            | POTN            |
|                  | Pesi gallo        | Farid Basharat      | batte           | Taylor Lapilus       | Decisione unanime (30–27, 30–27, 30–27)  | 3               | 5:00            |                 |
|                  | Pesi piuma        | Jean Silva          | batte           | Westin Wilson        | KO tecnico (pugni)                       | 1               | 4:12            |                 |
|                  | Pesi leggeri      | Nikolas Motta       | batte           | Tom Nolan            | KO tecnico (pugni)                       | 1               | 1:03            |                 |
|                  | Pesi mosca        | Joshua Van          | batte           | Felipe Bunes         | KO tecnico (pugni)                       | 2               | 4:31            |                 |

## Premi
I lottatori premiati ricevettero un bonus di 50.000 dollari.
Legenda:
- FOTN: Fight of the Night (vengono premiati entrambi gli atleti per il miglior incontro dell'evento)
- POTN: Performance of the Night (viene premiato il vincitore per la migliore performance dell'evento)